# Ekwador na Letnich Igrzyskach Olimpijskich 1988
Ekwador na Letnich Igrzyskach Olimpijskich 1988 reprezentowało 13 zawodników: 10 mężczyzn i 3 kobiet. Był to 7. start reprezentacji Ekwadoru na letnich igrzyskach olimpijskich. 

## Skład kadry

### Boks
Mężczyźni
- Laurensio Mercado - waga lekkośrednia - 9. miejsce

### Kolarstwo
Mężczyźni
- Nelson Mario Pons - sprint - odpadł w drugiej rundzie
- Nelson Mario Pons - wyścig na czas, 1000 m - 19. miejsce

### Lekkoatletyka
Mężczyźni
- Rolando Vera - 10 000 metrów - 15. miejsce
- José Quiñaliza - trójskok - 25. miejsce
- Fidel Solórzano - dziesięciobój - nie ukończył

Kobiety
- Liliana Chalá

200 metrów - odpadła w ćwierćfinałach
400 metrów przez płotki - odpadła w eliminacjach
- Nancy Vallecilla - 100 metrów przez płotki - odpadła w eliminacjach

### Podnoszenie ciężarów
Mężczyźni
- Edwin Mata - waga kogucia - 20. miejsce
- José García - waga piórkowa - niesklasyfikowany
- Jhon Sichel - waga lekkociężka - 15. miejsce

### Skoki do wody
Mężczyźni
- Abraham Suárez - platforma - 30. miejsce

### Strzelectwo
Mężczyźni
- Hugo Romero - karabin pneumatyczny, 10 m - 45. miejsce

Kobiety
- Inés Margraff - pistolet pneumatyczny, 10 m - 37. miejsce